# 숲멧돼지
숲멧돼지(Hylochoerus meinertzhageni)는 멧돼지과에 속하는 유일종 돼지이다. 몸길이 210cm, 어깨높이 110cm, 꼬리길이 38cm, 몸무게 290kg으로 서아프리카와 중앙아프리카에 분포하며, 일반적으로 멧돼지과 중에서 가장 큰 야생 종으로 간주된다. 멧돼지의 일부 아종보다 더 큰 종도 있다. 비교적 큰 몸과 넓은 분포에도 불구하고, 1904년에 처음 발견되었다. 학명은 케냐에서 첫 표본을 구해, 영국 자연사 박물관에 전달한 리차드 메이너츠하겐(Richard Meinertzhagen)의 이름에서 유래했다. 천적으로는 사자, 치타, 표범, 카라칼, 줄무늬하이에나, 점박이하이에나, 갈색하이에나, 리카온 등이 있다.